# Kupea
Kupea Cheek & S.A.Williams – rodzaj myko-heterotroficznych roślin bezzieleniowych z rodziny tryurydowatych, obejmujący 2 gatunki: Kupea jonii Cheek, endemiczny dla dystryktu Ulanga w Tanzanii, i Kupea martinetugei Cheek & S.A.Williams, endemiczny dla zachodniego Kamerunu.
Nazwa naukowa rodzaju pochodzi od góry Kupe w Kamerunie, na zboczach której odkryto Kupea martinetugei.

## Morfologia
PokrójNiewielkie, żółte, prześwitujące rośliny bezzieleniowe.
ŁodygaPęd naziemny nierozgałęziony, wzniesiony lub płożący, z kilkoma trójkątno-eliptycznymi, zredukowanymi, łuskowatymi liśćmi.
KwiatyRośliny dwupienne. Kwiaty siedzące, zebrane (od 25 do 70) w kłos. Okwiat pojedynczy, czterolistkowy. Listki równej wielkości, mięsiste, welwetowe. Kwiaty męskie dwustronnie symetryczne. Kwiaty żeńskie z dwuzalążkowymi, dwustronnie symetrycznymi owocolistkami.
OwoceNiełupki.

## Systematyka
Według Angiosperm Phylogeny Website (aktualizowany system APG IV z 2016) rodzaj należy do rodziny tryurydowatych (Triuridaceae), w rzędzie pandanowców (Pandanales)  zaliczanych do jednoliściennych (monocots).